# راسيل سوليفان
راسيل سوليفان (بالإنجليزية: Russ Sullivan)‏ هو لاعب كرة قاعدة أمريكي، ولد في 19 فبراير 1923 في فريدريكسبيورغ في الولايات المتحدة، وتوفي بنفس المكان في 2 نوفمبر 2013.